# 톰 애컬리
톰 애컬리(영어: Tom Ackerley, 1990년 1월 1일 ~ )는 영국의 영화 프로듀서이다. 아내인 배우 마고 로비와 함께 영화 제작사 러키챕 엔터테인먼트(LuckyChap Entertainment)의 대표이다.

## 제작 영화 목록
- 아이, 토냐(2017)
- 터미널(2018)
- 드림랜드(2019)
- 프라미싱 영 우먼(2020)
- 바비(2023)
- 보스턴 교살자(2023)